# 별가람초등학교
별가람초등학교는 대한민국 경기도 남양주시 별내동에 있는 공립 초등학교이다.

## 학교 연혁
- 2014.01.13 교사착공
- 2015.01.21 교사준공
- 2015.03.01 별가람초등학교 개교
- 2016.03.01 11학급 편성-유치원 3학급
- 2017년 3월 1일 : 16학급 편성-유치원 3학급